# Blues Stay Away from Me
Blues Stay Away from Me est une chanson écrite par Alton et Rabon Delmore, Henry Glover et Wayne Raney, enregistrée et publiée par le groupe de musique country américain The Delmore Brothers en 1949. Devenue un classique de la musique country et du bluegrass, la chanson est reprise par un multitude d'artistes de tous genres. Classée no 1 du palmarès country, elle reçoit un Grammy Hall of Fame Award en 2007.

## Historique
Alton Delmore conçoit la chanson après que Syd Nathan, le fondateur du label King, lui ait demandé d'écrire un « Hucklebuck hillbilly » (une danse à la mode à cette époque). Il s'adjoint les services de son frère Rabon, de l'harmoniciste Wayne Raney et du producteur afro-américain Roger Glover pour écrire Blues Stay Away from Me. Enregistrée le 6 mai 1949 dans les studios King à Cincinnati, le single s’installe très vite au sommet des classements Country & Western du magazine Billboard.
Le morceau est caractérisé par les harmonies vocales des deux frères Delmore et les deux harmonicas de Lonnie Glosson et Wayne Raney. Le riff de guitare électrique de Zeke Turner, répété tout au long du morceau, est composé précédemment par Glover pour le D' Natural Blues enregistré par Lucky Millinder en avril 1949. Ce riff influencera, entre autres, I'm So Lonesome I Could Cry d'Hank Williams et Blueberry Hill de Fats Domino. « Véritable exemple de qualité plutôt que de quantité, Blues Stay Away From Me est un chef-d’œuvre absolu » selon Daniel Mullins. Avec sa double inspiration de musique country et de blues, la chanson préfigure ce qui deviendra le rockabilly au milieu des années 1950.
Le succès phénoménal de Blues Stay Away from Me contraint les Delmore Brothers à réutiliser la même formule pour les morceaux suivants, comme Trouble Ain’t Nothing But the Blues ou Blues You Never Lose.
Rapidement, Blues Stay Away From Me  est enregistrée par d'autres artistes. Owen Bradley and His Quintet se classe à la fois dans les hit-parades pop et country tandis que le single Confused de Lonnie Johnson, en face B duquel figure la chanson, fait une percée dans le classement rhythm and blues au début de 1950.

## Musiciens
- Alton Delmore : chant, guitare
- Rabon Delmore : chant, guitare
- Wayne Raney : harmonica
- Lonnie Glosson : harmonica
- Zeke Turner : guitare électrique
- Henry Glover ou Louis Innis : basse

## Palmarès
| Palmarès États-Unis (1949-1950)                                        | Meilleure position | Date             |
| ---------------------------------------------------------------------- | ------------------ | ---------------- |
| Billboard - Most Played Juke Box Folk Records                          | 1                  | 14 janvier 1950  |
| Billboard - Best Selling Retail Folk Records                           | 2                  | 19 novembre 1949 |
| Billboard - Country & Western Records Most Played By Folk Disk Jockeys | 3                  | 10 décembre 1949 |
| Cash Box - Hillbilly Folk & Western Tunes                              | 2                  | 14 janvier 1950  |

## Reprises notables
Parmi les nombreux artistes ayant enregistré Blues Stay Away from Me,, on compte notamment :
- 1949 :
  - septembre : Eddy Crosby en single, no 6 country (DJs)[8].
  - octobre : Owen Bradley and His Quintet, no 7 country, no 11 pop.
  - novembre : Merle Travis, Eddie Kirk, Tennesse Ernie with Cliffie Stone's Band en single.

- 1950 :

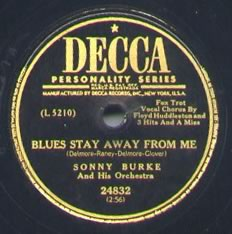
Etiquette du disque Decca Blues Stay Away from Me par Sonny Burke.

  - Sonny Burke and His Orchestra en single avec Quarantine Sign (On the Harem Door) en face B.
  - Lonnie Johnson en face B du single Confused (no 11 R&B).
- 1952 : Les Paul et Mary Ford sur l'album Bye Bye Blues!
- 1957 : Gene Vincent and the Blue Caps sur leur album homonyme.
- 1960 :
  - Dorsey et Johnny Burnette en single.
  - The Louvin Brothers sur l'album A tribute to the Delmore Brothers.
- 1962 : 
  - Gene Autry sur son album Golden Hits.
  - Ace Cannon en version instrumentale sur son premier album Tuff Sax, no 36 pop.
  - Clyde McPhatter sur Golden Blues Hits.
  - Kay Starr sur Just Plain Country.
- 1963 : Pat & Shirley Boone en single.
- 1964 : le groupe suédois The Spotnicks en single.
- 1965 : 
  - Bob Dylan au Savoy Hotel à Londres, paru en 2015 sur The Bootleg Series Vol. 12: The Cutting Edge 1965–1966 (Collector's Edition).
  - Wanda Jackson sur Blues in My Heart.
- 1967 :
  - B. B. King en single (Blues Stay Away).
  - The Sweet Inspirations sur leur premier album homonyme.
- 1968 : Sonny Burgess en single.
- 1973 : Doug Sahm sur son premier album Doug Sahm and Band.
- 1975 :
  - Charlie McCoy en single.
  - Doc Watson sur son album Memories.
- 1977 : Merle Haggard en face B du single A Working Man Can't Get Nowhere Today.
- 1978 : Jack Scott en single.
- 1983 : The Everly Brothers sur la scène du Royal Albert Hall, paru en 1987 dans l'album live Reunion Concert.
- 1987 : Asleep at the Wheel, en face B du single House Of Blue Lights.
- 1988 : k.d. lang sur l'album Shadowland.
- 1990 : The Notting Hillbillies sur l'album Missing...Presumed Having a Good Time.
- 1993 :
  - The Band sur l'album Jericho.
  - Jeff Beck and the Big Town Playboys, album Crazy Legs.
- 2005 : Larry Sparks avec Vince Gill sur l'album 40.
- 2020 : Yo La Tengo sur l'EP Sleepless Night.

## Au cinéma
La chanson est utilisée dans plusieurs films, dont :
- 1975 : W.W. and the Dixie Dancekings de	John G. Avildsen, avec Burt Reynolds, interprétée par Jerry Reed.
- 1997 : Les Truands de Jack N. Green, interprétée par Tharasher Shiver.
- 1998 : L'Heure magique de Robert Benton, avec Paul Newman, interprétée par The Notting Hillbillies
- 2007 : Have Dreams, Will Travel de Brad Isaacs, interprétée par les Delmore Brothers.